# The Kiss of Dawn
"The Kiss of Dawn" é uma canção escrita por Ville Valo, gravada pela banda HIM.
É o primeiro single do sexto álbum de estúdio lançado a 14 de Setembro de 2007, Venus Doom.
Valo declarou que a canção foi escrita em memória de um amigo que tinha cometido o suícido, após as gravações do álbum anterior, Dark Light.

## Paradas
| Paradas                 | Posições |
| ----------------------- | -------- |
| Finlândia - Mitä hittiä | 2        |